# میلان (جورجیا)
میلان (به انگلیسی: Milan) یک شهر در ایالات متحده آمریکا است که در جورجیا واقع شده‌است. میلان ۸٫۲ کیلومتر مربع مساحت و ۷۰۰ نفر جمعیت دارد و ۹۵ متر بالاتر از سطح دریا قرار دارد.